# Взрыв на шахте около Амасры
14 октября 2022 года произошел взрыв на угольной шахте в Амасре, провинция Бартын, Турция. Это один из самых смертоносных промышленных инцидентов в Турции.
По данным на 16 октября 2022 года, подтверждена гибель 40 человек, ещё 20 получили травмы.

## Взрыв
Взрыв произошел в 18:30 по турецкому времени на глубине около 300 метров. На момент происшествия в шахте работало около 110 человек, почти половина из них находилась на глубине более 330 метров. В некоторых сообщениях говорилось, что пять человек работали на глубине более 350 м (1150 футов) и 44 человека работали на глубине более 300 м.
Министр внутренних дел Сулейман Сойлу сообщил, что более 22 человек погибли и 28 человек выползли самостоятельно. Министр здравоохранения Фахреттин Коджа сообщил, что 11 человек были извлечены живыми и находятся на лечении в больнице. 58 шахтеров были спасены из шахты.

## Расследование
Причина взрыва пока неизвестна, и ведётся расследование.